# Mike Prysner
Michael D. Prysner (* 15. červen 1983) je americký vojenský veterán a levicový aktivista.

## Vzdělání
Prysner absolvoval střední školu Sickles High School ve floridském městě Tampa a poté Florida Atlantic University.

## Vojenská kariéra
V roce 2001, ve věku 17 let, vstoupil do armády. Základní výcvik absolvoval ve Fort Sill u města Lawton v Oklahomě a byl přidělen k 10. horské divizi u Fort Drum ve státě New York. Prysnerova jednotka se zúčastnila invaze do Iráku v roce 2003, kde sloužil 12 měsíců. Během této mise působil jako specialista. Jeho práce zahrnovala pozorování, civilní přepadové akce a výslechy vězňů. Během mise byl povýšen do hodnosti korporála.
Z armády odešel v roce 2005. Služba v Iráku a interakce s civilním obyvatelstvem ovlivnily jeho pohled na válku a přiměly ho stát se antimilitaristickým aktivistou s levicovým smýšlením.

## Aktivismus
Po odchodu z armády se Prysner začal věnovat aktivismu. Byl zakladatelem hnutí March Forward!, které pomáhá odmítačům vojenské služby a veteránům při návratu do společnosti. Prysner se stal také členem organizace Veterans for Peace a aktivním členem stran Party for Socialism and Liberation a A.N.S.W.E.R. Coalition. V roce 2008 neúspěšně kandidoval v 22. kongresovém distriktu státu Florida.
V roce 2008 se zúčastnil panelové diskuze Winter Soldier: Iraq & Afghanistan. Jeho monolog, známý jako „Naši nepřátelé“ (Our Enemies), ve kterém kritizoval válku, se stal virálním.
V roce 2021 se Prysner stal virálním díky incidentu, kdy přerušil projev bývalého prezidenta George W. Bushe a požadoval omluvu za tvrzení o zbraních hromadného ničení, která vedla k invazi do Iráku.
Od roku 2015 spolupracuje s Abby Martinovou na dokumentárním programu The Empire Files jako přispěvatel a koproducent.

## Osobní život
Prysner je ženatý s novinářkou a moderátorkou Abby Martinovou. Mají spolu dvě děti.